# Niżborg
Niżborg (ukr. Нижбірок, Nyżbirok) – wieś na Ukrainie, w obwodzie tarnopolskim, w rejonie czortkowskim. 
W okresie międzywojennym wieś należała do gminy Kopyczyńce w powiecie kopyczynieckim w województwie tarnopolskim. W 1931 liczyła 313 zagród i 1430 mieszkańców. W latach 1944–1945 nacjonaliści ukraińscy zamordowali 20 mieszkańców Niżborga. 
W 1965 roku do Niżborga przyłączono wieś Niżborg Nowy (ukr. Новий Нижбірок, Nowyj Nyżbirok).
Do 2020 w rejonie husiatyńskim. 

## Religia
Do końca XIX w. wierni rzymskokatoliccy należeli do parafii w Kopyczyńcach. W 1886 r. Jakub Przybyłowicz, zarządca dóbr miejscowych właścicieli ziemskich Baworowskich, ufundował murowany kościół pw. Nawiedzenia Najświętszej Maryi Panny. W 1907 r. powstała tu samodzielna parafia, licząca półtora tysiąca wiernych. W 1945 r. większość parafian została ekspatriowana. Kościół zamieniono na magazyn.   